# Supermarine Spitfire
Supermarine Spitfire je britanski vojni zrakoplov koji je RAF koristio u Drugom svjetskom ratu. 
Prvi let Spitfirea bio je u Southamptonu 5. ožujka 1936., a isporuka je počela u lipnju 1938. godine. Tvornica u Woolstonu nije mogla zadovoljiti sva potraživanja te se gradi još jedna u Castle Bromwichu pored Birminghama. Već 12. travnja 1938. ugovorena je izrada 1000 zrakoplova.  Proizvedeno je oko 40 različitih inačica Spitfirea tijekom i poslije Drugog svjetskog rata. Letio je kao lovac, lovac-bombarder i za potrebe izviđanja. Ugradnjom Griffon umjesto Merlin motora postaje jedan od najbržih zrakoplova koji je mogao dosegnuti brzinu od 748 km/h, Posljednji zrakoplov izgrađen je 1947. godine.
Konstrukcijski Spitfire ima trup ljuskaste konstrukcije izrađen od lakih legura, zaobljeno krilo ima jednu ramenjaču i noseću oplatu, dok su kontrolne površine presvučene platnom.

## Inačice Spitfirea

### Lovci-bombarderi
Izrađeno je više inačica zrakoplova koje su se u svom razvoju razlikovale u vrsti motora, namjeni i konstrukciji krila. Najuspješnije inačice bile su Mk-V izrađena u 6.479 primjeraka i Mk IX s izrađenih 5.665 zrakoplova. Različita krila imala su i raznovrsno naoružanje, A krilo imalo je osam mitraljeza .303, B krilo 4 mitraljeza .303 i dva 20 mm topa a na C krilo moglo se ugraditi 4 topa od 20 mm ili 2 topa od 20 mm i četiri .303 mitraljeza. 

### Školski zrakoplov
Tvornica Supermarine razvila je inačicu T Mk-VIII, s dva sjedala za potrebe školovanja, no kako nije bilo zainteresiranih za kupnju tog zrakoplova izrađena je samo probna inačica. Ipak su se za vrijeme rata u nedostatku originalnog zrakoplova s dva sjedala mnoge konstrukcije rekonstruirane na samim ratištima. Npr. RAF-ovoj inačici Mk-VB još jedno sjedalo ugrađeno je umjesto dodatnog rezervoara ispred pilotske kabine, bilo je bez komandi i zamišljeno je za smještaj vođe eskadrile. Jedino je u nekoliko inačica Mk-IX naknadno ugrađena kabina bila opremljena s dodatnim komandama. U poslije ratnom razdoblju Supermarine je redizajnom konstrukcije Mk-IX izradio više dvosjeda poznatim po uzdignutim pokrovom kabine iznad trupa.

### Zrakoplovi za potrebe mornarice i izviđanja
Inačica za potrebe mornarice prilagođena je za slijetanje i uzlijetanje s nosača zrakoplova. Poznata je i pod imenom "Seafire". Na sebi je imala kuku za slijetanje(eng. arrester hook, kuka koja prilikom slijetanja zrakoplova na nosač „hvata“ gumeno uže i na taj način zaustavlja zrakoplov; vidi se na slici iza repnog kotača), preklopno krilo i ostalu specifičnu opremu. Problem mu je bila nestabilnost radi uskog razmaka između stajnog trapa. Težište je bilo prema repu radi čega se teško upravljalo pri manjim brzinama. Sve to uzrokovalo je česte nesreće „Seafire“ inačice.

## Tehničke karakteristike
Osnovne karakteristike
- posada: 1
- dužina: 9,95 m
- raspon krila: 11,23 m2
- visina: 3,85 m

Letne karakteristike
- najveća brzina: 720 km/h
- dolet: 1367 km
- motor: 1 x klipni motor s 12 cilindara od 1.528 kw

## Vanjske poveznice
- (en)Spitfire Pilot's Manual
- Supermarine Spitfire - warbirdalley.com
- spitfiresite.com   Arhivirana inačica izvorne stranice od 17. kolovoza 2020. (Wayback Machine)
- Supermarine Spitfire - History of a Legend - raf.mod.uk
- spitfirepilots.com   Arhivirana inačica izvorne stranice od 15. srpnja 2008. (Wayback Machine)